# ملخص التوحد
الملخص الآتي يعطي نظرة عامة عن التوحد

التوحد – اضطراب التطور العصبي يتميز بالضعف في التفاعل الاجتماعي والتواصل، من خلال السلوك المقيد والمتكرر.

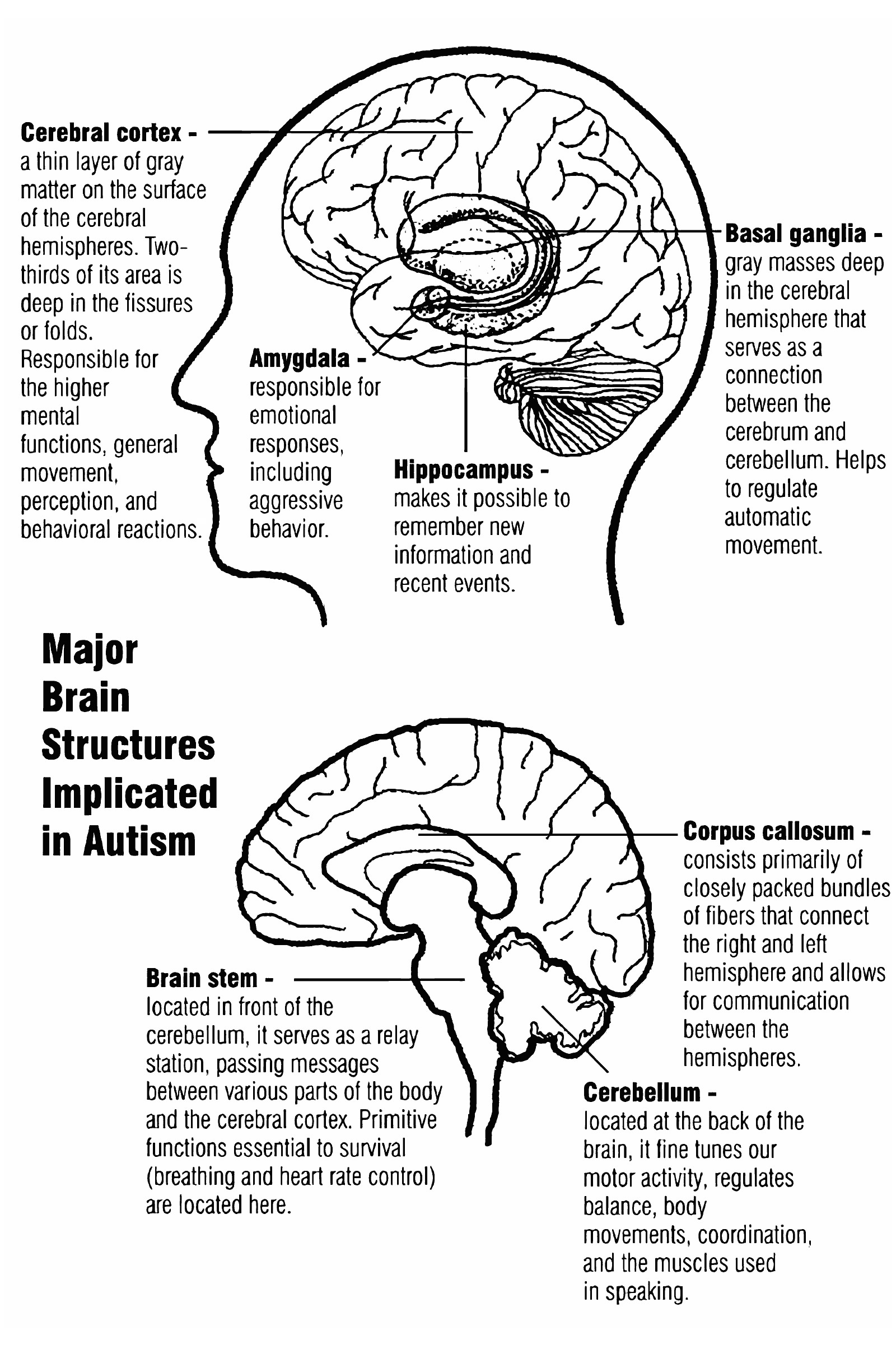
عقل الانسان المصاب بالتوحد

## أشكال التوحد
يمكن وصف التوحد بكل مما يأتي:
- العجز- ربما يكون جسدي، ادراكي، عقلي، حسي، عاطفي، تنموي أو مجموعة منهم.
- العجز التنموي - هو مصطلح يستخدم في الولايات المتحدة الامريكية وكندا ليوصف حالة الإعاقة مدى الحياة المتعلقة بالضعف العقلي والجسدي، الذي يتجلى قبل 18 عام من العمر.
- مرض-
- الاضطراب
- اضطراب النمو العصبي - يحدث في بعض مراحل تطور الطفل، وهو ضعف في النمو والتطور العقلي أو الجهاز العصبي المركزي.

## الحالات ونطاق البحوث
- التوحد- محدود التركيز، الاهتمامات أو النشاط، مثل: الانهماك مع برنامج تلفزيوني، دمية، أو لعبة.
- مراقبة وتشخيص التوحد- أداة للتشخيص ولتحديد التوحد.
- طيف التوحد- مجموعة من الحالات المصنفة كاضطرابات تنموية منتشرة في الدليل التشخيصي والإحصائي للإضطرابات العقلية (DSM).
- التوحد الطيفي الترددي- AQ، هو استطلاع نشر عام 2001 من قبل سايمون بارون كوهين وزملاؤه في مركز أبحاث التوحد في كامبريدج في المملكة المتحدة.
- أسباب التوحد- تم الاقتراح، ولكن فهم نظرية مسببات التوحد وغيره من اضطرابات التوحد الطيفي غير مكتملة.
- اضطراب الطفولة الانحلالي (CDD)-
- الظروف المصاحبة لإضطرابات طيف التوحد- مثل متلازمة X الهشة والصرع.
- العجز في النمو- إعاقات طويلة الأمد، تنسب إلى الضعف العقلي والجسدي تحدث قبل سن 18.
- علم الأوبئة من مرض التوحد- دراسة العوامل المؤثرة على اضطرابات طيف التوحد(ASD).
- جينات التوحد- دراسة الجينات المؤثرة في اضطرابات طيف التوحد (ASD).
- متلازمة X الهشة (FXS)- متلازمة مارتن بيل، ومتلازمة إسكلاتني (أكثر شيوعا في دول امريكا الجنوبية)، المتلازمة الوراثية الأكثر انتشارا ومعروفة بالجينات الواحدة وهي سبب التوحد وأكثر سبب وراثي شائع للتخلف العقلي بين الأولاد.
- اضطراب وراثي- مرض ناجم عن تشوهات في الجينات أو الكروموسومات، وخاصة حالة ما قبل الولادة.
- المفاهيم العالمية للتوحد- نطرة عامة على تشخيص مرض التوحد وعلاجه وتجربته في الدول النامية.
- التوحد بالوراثة- نسبة التوحد التي يمكن تفسيرها من خلال الاختلاف الجيني، إذا كانت الوراثة للحالة عالية، عندها تعتبر الحالة الوراثية في المقام الأول.
- التوحد عالي الأداء- مصطلح غير رسمي يطبق على الأشخاص المصابين بالتوحد الذين يعتبرون «اعلى أداء» من غيرهم من المصابين بالتوحد، من خلال واحدة أو أكثر من المقاييس.
- متلازمة ازدواج كروموسوم 15- هو ولادة الشخص بكروموسومات إضافية من كروموسوم 15 ويكون جسم الشخص من 47 كروموسوم بدلا من الوضع الطبيعي 46 كروموسوم.
- البطء باللغة- وهو الفشل في تطور مهارات اللغة والتواصل حسب الجدول الزمني التنموي.
- العجز في التعلم- هو تصنيف يشمل عدة مجالات من العمل التي يجد الشخص فيها صعوبة لتعلمها في نمط أو أسلوب نموذجي، وعادة ما يحدث بسبب عامل أو عوامل غير معروفة.
- الخلية العصبوانية للمرآة- عصب يحرك على حد سواء عندما يتصرف حيوان وعندما يلاحظ حيوان نفس الفعل الذي يقوم به شخص آخر.
- اضطراب في النمو واسع الانتشار- يشير على عكس اضطرابات النمو المحددة (SSD)، إلى مجموعة من خمسة اضطرابات تتميز بالتأخر في التطور الوظائف الأساسية بما في ذلك التنشئة الاجتماعية والتواصل.
- الاضطراب التنموي الشامل غير محدد بطريقة أخرى (PDD-NOS): هو اضطراب تنموي منتشر (PDD)، ويعتبر واحد من الثلاثة من إضطرابات طيف التوحد.
- متلازمة الحذف 22q13- تعرف أيضا باسم متلازمة فيلين-ميكدرميد، هو اضطراب جيني سببه حذف دقيق من الكروموسوم 22.
- متلازمة ريت- هو اضطراب في التطور العصبي للمادة الرمادية في الدماغ تقريبا محصور بالتأثير علو الإناث.
- المغزل العصبي- يسمى أيضا بالخلايا العصبية لفون ايكونومو (VENs)، هم صفة محددة من الخلايا العصبية والذي يتصف بمغزل الشكل، تدريجيا يتناقص إلى محور عصبي قمي في إتجاه واحد، مع تغصن واحد يعاكسه.
- نظرية ضعف التماسك المركزي (WCC)- تسمى أيضا بنظرية التماسك المركزي (CC)، يقترح نمط الإدراك الحسي المعرفي المحدد، على نحو حر وصفت كقدرة محدودة لفهم الكلام أو «لمشاهدة صورة كبيرة»، يكمن وراء الاضطراب المركزي في التوحد اضطرابات طيف التوحد ذات الصلة.
- التخلف العقلي (MR)- اضطراب معمم يظهر قبل مرحلة البلوغ، إتصف بضعف كبير في الأداء المعرفي والعجز في اثنين أو أكثر من السلوكيات.

## الخلافات
خلافات حول التوحد
- حركة حقوق التوحد- حركة اجتماعية تشجع الأشخاص المصابين بالتوحد، مقدمين الرعاية والمجتمع ليتخذ الموقف من الاختلاف العصبي، قبول التوحد كتنوع في الأداء بدلا من الاضطراب العقلي الذي يجب علاجه.
- رسل التوحد المضللين- كتب بواسطة خبير اللقاح بول أوفيت.
- التوحد يتحدث- أكبر منظمة تؤيد التوحد ترعى أبحاث التوحد وإدارة الوعي والنشاطات التوعوية التي تستهدف العائلات، الحكومات، والجمهور.
- علاج الاستخلاب- إدارة عوامل مخلبية لإزالة المعادن الثقيلة من الجسم.
- الخلافات في التوحد- يشمل الخلاف على الطبيعة الدقيقة لمرض التوحد وأسبابه ومظاهره.
- نظام غذائي من الغلوتين والكازيين - نظام غذائي يزيل المدخول الغذائي من الغلوتين والكازيين.
- العلاج بالاكسجين تحت الضغط – الاستعمال الطبي للأكسجين في مستوى أعلى من الضغط الجوي.
- خلاف لقاح MMR- حالة سوء السلوك العلمي اثار المخاوف الصحية.
- ام المحاربين- كتبه المؤلف جيني مكارثي الأفضل مبيعا في نيويورك تايمز.
- تنوع النطام العصبي: وجهة النظر تلك ان التطور العصبي الغير نمطي هو اختلاف إنساني طبيعي.
- الام الباردة- هو إتهام بتسمية أمهات الأطفال المصابين بالتوحد أو انفصام الشخصية.
- خلاف الثيومرسال- واصفا إدعاء بأن اللقاحات التي تحتوي على الزئبق القائم على الثيوميرسال كمادة حافظة تساهم في تطور مرض التوحد وغيرها من اضطرابات نمو الدماغ.
- خلاف اللقاح- نزاع على الأخلاق وفعالية سلامة التطعيمات.

## أشخاص بارزين مصابين بالتوحد
- تمبل جراندن- (ولد في 29 أغسطس 1947) هو طبيب علوم حيوانات أمريكي وأستاذ في جامعة ولاية كولورادو، مؤلف كتب الأكثر مبيعا، ومستشار قطاع الثروة الحيوانية على سلوك الحيوان.
- دونا ويليامز- (ولدت عام 1963 في ملبورن في فكتوريا في استراليا): كاتبة صاحبة كتب المبيعات، فنانة مغنية وكاتبة أغاني وكاتبة سيناريو ونحاتة، شخصت بمرض التوحد بعد أن ما تم تحديدها كطفل مضطرب عقليا وهي بعمر السنتين في 1965م، اختبر عدة مرات للصمم وصنفت كمضطربة طوال مرحلة الطفولة، قبل علاج اضطرابات القناة الهضمية والجهاز الحسي في مرحلة البلوغ.

الصحفيين

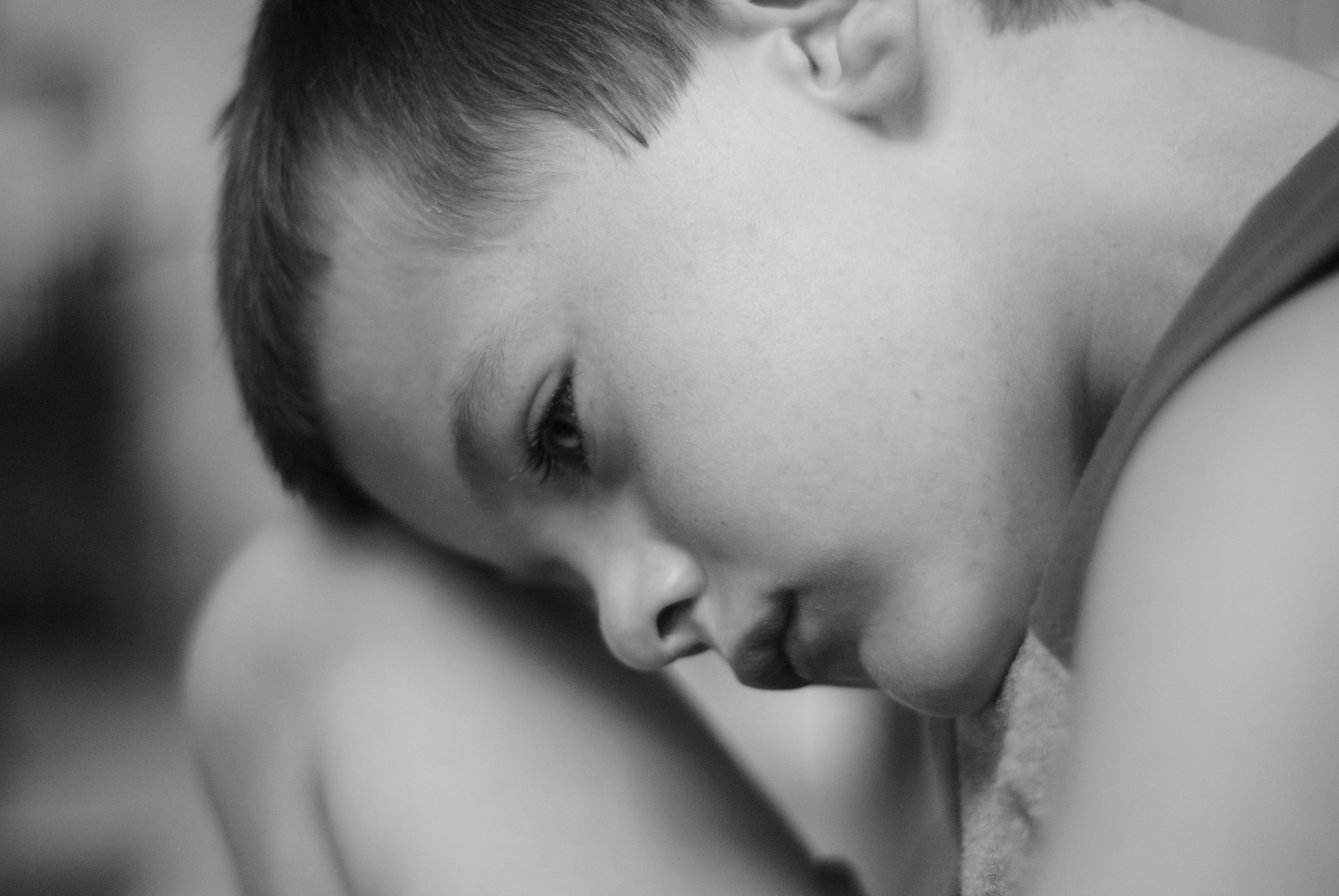
طفل مصاب بالتوحد

- براين دير- مراسل تحقيقي بريطاني المعروف في تحقيقات صناعة المخدرات والأدوية والقضايا الاجتماعية لصنداي تايم في لندن.
- ديفيد كيربي (صحفي)-
- نورم ليدجن- (ولد في 15 تموز/يوليو 1928 في مقاطعة باسيك، نيو جيرسي) هو كاتب وصحفي أمريكي يعيش في ستانلي كنساس، أوفرلاند بارك.
- دان أولمستيد- مراسل تحقيقي سابق، محرر بارز في المتحدة الصحافة الدولية (UPI)، وكالة أنباء التابعة لشركة توحيد الكنيسة أخبار العالم للإتصالات.

## السياسيين المحسنين وأبرز الناشطين
- دان بيرتون
- إيفان شريكا كوري
- ميشيل داوسن - (من مواليد 1961) هو فرد تم تشخيصه في مرض التوحد وهو باحث في مرض التوحد.
- ديردرا اموس- (ولد عام 1964) هو مؤسس ورئيس مركز الصحة البيئية، هو جزء من المركز الطبي لجامعة هاكنساك (HUMC) في ولاية نيو جيرسي، الولايات المتحدة.
- روبرت كينيدي الابن برنامج إذاعي أمريكي مشترك.
- جيني مكارثي -مجلة وسمي في وقت لاحق بزميل اللعب لهم للعام.
- هارولد ريتمان - كاتب ومحسن.
- ريك رولنز- ولد عام 1950 ضاغط أمريكي مع قائمة العملاء بما في ذلك (جمعية / وكالات المركز الإقليمي / كاليفورنيا قسم الخذمات الإنمائية)، التوحد يتكلم واستشاري السلوك التطبيقي.
- لي سكوت (سياسي من المملكة المتحدة)
- ستيف شيرلي- الأطفال اللاجئين.
- جيمس هاريس سيمونز- للتفسير: "God gave me a tail to keep off the flies."
- جيم سنكلير (ناشط)
- ديف ويلدون- المعروفة باسم (ديف ويلذون) (ولد في 31 أعسطس عام 1953، نيويورك) هو سياسي وطبيب أمريكي.
- دونا وليامز (كاتب)
- روبرت تشارلز رايت

## الباحثين والمعالجين
- جون ألمان - عالم الأعصاب في معهد كاليفورنيا للتكنولوجيا في باسادينا، كاليفورنيا وخبير معترف به في الرئيسيات، الإدراك وعلم الأعصاب التطوري.
- ديفيد امارال –
- هانز أسبرجر - (18 فبراير 1906 – 21 أكتوبر 1980) كان طبيب أطفال النمساوي، واضع نظريات طبية وبروفيسور في الطب.
- توني أتوود -
- سايمون بارون-كوهين -
- برونو بيتلهيم - أمريكي ولد في النمسا وهو طبيب نفسي وكاتب.
- مانويل كازاتوفا - 2006; في الصحافة.
- ريتشارد ديث – دكتوراة.
- إيريك فومبون - MD, FRCP, (b
- يوتا فريث -
- مارك جاير - ذكرت أن مجلس المراجعة المؤسسي الذي وافق على من تجارب جاير مع الأطفال المصابين بالتوحد وكان يقع في عنوان أعمل جاير وشملت جاير إبنه وزوجته وشريك تجاري لجاير ومحامي المدعي تشارك في تقاضي اللقاح.
- كريستوفر جيلبيرغ - (ولد في 19 نيسان / أبريل 1950) الذي كان ينشر أحيانا كجيلبيرغ أو جلبيرغ وزوجته كارينا جيلبيرغ، بروفيسور وطبيب نفسي للأطفال والمراهقين في جامعة غوتنبرغ في جوتنبرج، السويد، واستاذ فخري في معهد UCL لصحة الطفل، معهد صحة الطفل (ICH)، جامعة لندن.
- ستانلي غرينسبان - (1 يونيو 1941 – 27 أبريل 2010) أستاذة في الطب النفسي في العلوم السلوكية، وطبيب أطفال في جامعة جورج واشنطن مدرسة الطب وطبيب نفساني ممارس.
- بويد هالي –
- ماضي هورنج - MD (مواليد 1957) هي طبيبة نفسية وبروفيسورة مشاركة في علم الأوبئة في جامعة كولومبيا كلية ميلمان للصحة العامة، حيث انها مديرة في مركز البحوث التطبيقية للعدوى والمناعة (CII).
- ليو كانر - (تلفظ «كونر») (13 يونيو 1894 – 3 أبريل 1981) كان الطبيب النفسي اليهودي الأمريكي والطبيب المعروف بعمله ذات صلة مرض التوحد.
- عامي كلين -
- آرثر كريغسمان - MD ، هو طبيب أطفال وأمراض الجهاز الهضمي، المعروف جيدا بالجدل بشكل واسع في الأبحاث والنقد فيها، التي حاول ان يثبت أن اللقاح الثلاثي يسبب الامراض وخاصة مرض التوحد.
- آلان ليزلي
- ديريك لونسديل
- اوله لفار لوفاس - مجلة 1965.
- جاري مسيبوف
- مارلين مونتيرو - يعلم المتمرسين كيفية استخدام تقنيات التخاطب للتواصل مع الأطفال، وبناء الثقة مع والدي الطفل، والتخطيط لتدخلات ناجحة.
- بول اوفيت - حول رسل التوحد المضللين: يستكشف هذا الكتاب لماذا الإباء والامهات، تسعى عبثا لعلاج وتفسير لمرض طفلهم، هم عرضة للغاية لآمال كاذبة والحيوانات المفترسة المؤذيين الذين لديهم من زمن قديم دائما الاستفادة من فاقد الامل في مجتمعنا.
- برنارد ديملاند - جاكيلين مكاندلس، MD، يدعى ريملاند " الحركة العراب الضخمة لفهم والعلاج البيولوجي للتوحد، نشر كتابه التوحد الطفولي عام 1967، الذي قدم لمحة قصيرة على نظرية بيتلهيم حول "الامهات الباردة".
- ديانا سيش - إنجليزية متخصصة في التربية الخاصة.
- بيتر سزاتماري - (ولد عام 1950) هو كندي الجنسية باحث حول مرض التوحد ومتلازمة اسبرجر.
- فريد فولكمار-
- اندرو ويكفيلد -(مواليد 2957) هو جراح بريطاني سابق وباحث طبي، هو معروف كمدافع عن الإدعاء المرفوض التي تدعي إلى ان هناك صلة بين لقاح الحصبة و النكاف و الحصبة الألمانية (MMR)، والتوحد ومرض الامعاء، ولديه ورقة بحث احتيالية لدعم هذا الادعاء.
- لورنا وينج - MD,FRCPsych، (ولد في 7 تشرين الأول / أكتوبر 1928)هو طبيب نفسي إنجليزي.

## الثقافة
نواحي اجتماعية وثقافية للتوحد
حركة حقوق التوحد (ARM) – (أيضا حركة تنوع النظام العصبي أو حركة مضادة للشفاء أو حركة ثقافة التوحد) هي حركة اجتماعية تشجع الناس الذين يعانون من التوحد ومقدمين الرعاية إلى تبني موقف تنوع النظام العصبي، وتقبل التوحد كاختلاف في الأداء بدلا من اضطراب عقلي الدي يجب علاجه.
الفن التوحدي - فن انشئ من قبل فنانين مصابين بالتوحد الذي يجسد أو ينقل مجموعة متنوعة من تجارب الاشخاص المصابين بالتوحد وسلوكهم.
تنوع النظام العصبي –
الحالة العصبية - (أو NT) هو المصطلح الذي أطلق في مجتمع التوحد كعلامة للأشخاص الذين ليسوا مصابين بطيف التوحد، على وجه التحديد، الأشخاص الطبيعيين وتنص على انسجام مع ما يراه معظم الناس كالمعتاد، خاصة فيما يتعلق بقدرتهم بقدرتهم على معالجة المعلومات اللغوية والمنبهات الاجتماعية.
نواحي اجتماعية وثقافية للتوحد - التعامل مع الاعتراف بالتوحد، نهج دعم الخدمات والعلاجات، وكيف التوحد يؤثر على كيفية معرفة الشخصية.

## التشريعات
- التوحد لعام 2009 - الحملة التي أدت إلى إنشاء مشروع الأعضاء الخاصين.
- قانون صحة الأطفال
- قانون مكافحة التوحد
- قانون جوناثان
- قانون لقاح إصابة الطفولة الدولية

## منظمات ومجموعة أصحاب المصلحة والاحداث
- مؤتمر 2000 سمبسونوود CDC – اجتماع عقد في حزيران / يونيو 2000 من قبل مراكز السيطرة على الامراض والوقاية منها (CDC)، الذي عقد في سمبسونوود الميثودية ومركز المؤتمرات في نوركروس ، جورجيا.
- اسبياس من اجل الحرية (AFF) – التضامن والحملات التي تهدف إلى رفع مستوى الوعي العام للتوحد وحركة الحقوق.
- حملة توعية بالتوحد في المملكة المتحدة - الحملة التوعوية بالتوحد في المملكة المتحدة شاركت فيها الامم المتحدة اليوم العالمي للتوعية بمرض التوحد، أعلنت من قبل الجمعية العامة للأمم المتحدة يوم الأربعاء 2 نيسان / أبريل 2008 بناء على توصية من دولة قطر.
- شبكة التوحد العالمية - التي تأسست وتدار من قبل الناس الذين يعانون من التوحد. الآباء والامهات والمهنيين هي موضع ترحيب ولكن التركيزعلى المعيشة بالتوحد بدلا من علاجه.
- مركز مورد التوحد (سنغافورة) –
- جمعية التوحد الأمريكية (ASA) – تأسست في عام 1965 من قبل برنارد ريملاند، دكتوراة، مع روث C.
- التوحد يتحدث ـ أكبر منظمة تأييد للتوحد في العالم التي ترعى أبحاث التوحد وتجري فعاليات التوعية المجتمعية التي تستهدف أسر الحكومات والشعب.
- توحد الاحد - المعروف أيضا باسم اليوم العالمي للصلاة من أجل التوحد ومتلازنة آسبرجر، يحتفل به سنويا في يوم الاحد الثاني من شباط / فبراير.
- يوم الفخر للمصابين بالتوحد- احتفال للأشخاص أصحاب التنوع في النظام العصبي في طيف التوحد يوم 18 يونيو من كل عام.
- شبكة دعوة التوحد الذاتي - وهي منظمة غير ربحية تشغل المنظمة من قبل افراد لافراد للتوحد الطيفي . تقول ASAN أن هدف الدعوة إلى التوحد يجب ان يكون عالما يتمتع فيه الأشخاص التوحديون بنفس الوصول، الحقوق، والفرص كباقي الأشخاص، واصوات المتوحدين يجب ان تكون مضمونة في المحادثات الدولية حول التوحد.
- منظمة التوحد الدولية - أسسها أعضاء ANI، هذا هو التجمع السنوي للمصابين بالتوحد والآباء والمهنيين للقاء وتبادل الأفكار في التوحد الصديقة للبيئة.
- أبناء النجوم –
- مركز التوحد والاضطرابات ذات الصلة –
- جيل الإنقاذ - منظمة غير ربحية ان تؤييد الرأي القائل بأن التوحد والاضطرابات ذات الصلة متسببة بشكل أساسي من عوامل بيئية تحديدا اللقاحات.
- مؤسسة M.I.N.D –
- الجمعية الوطنية للتوحد (NAS)- وهي مؤسسة خيرية بريطانية للأشخاص الذين يعانون من اضطرابات التوحد (ASD)، بما في ذلك مرض التوحد ومتلازمة آسبرجر.
- االمركز الوطني لمعلومات اللقاحات (NVIC) – مؤسسة خاصة غير ربحية 501 (3)(c) مجموعة المناصرة التي تشكك في سلامة وفعالية اللقاحات شائعة الاستخدام.
- sacar(الخيرية)
- TreeHouse - عمل احساني في المملكة المتحدة لتطوير نوعية حياة الأطفال الذين يعانون من التوحد وعائلاتهم، ولإخبار العامة عن اضطرابات التوحد الطيفي.
- نظام تقرير حدث اللقاح المضاد- برنامج أمريكي لأمان اللقاح، يدار من جهتين وهم مراكز التحكم والوقاية من الامراض (CDC) وإدارة الدواء (FDA).
- الكوكب الخاطئ - (يشار اليها أحيانا في عنوانها، WrongPlanet.

## العلاجات والتدخلات
علاجات التوحد
- تخليل السلوك التطبيقي (ABA) - العلم الذي ينطوي على استخدام النظرية الحديثة للتعلم السلوكي لوصف السلوك.
- علاج الاستخلاب - إدارة العوامل المخلبية لإزالة المعادن الثقيلة من الجسم.
- كلوميبرامين - (علامة تجارية كAnafranil) المضادة للالتهاب ثلاثية الحلقات (TCA).
- العلاج القحفي - يسمى أيضا CST، أو (يسمى أيضا بعلاج القحفي العجزي هو طب بديل وعلاج استخدم من قبل اخصائيي العلاج الطبيعي، مجبرو العظام، تدليك، والمعالج الطبيعي وتقويم العامود الفقري.
- التحديات الأخلاقية إلى علاج التوحد –
- اللعب على الأرض - تدخل تنموي يدخل في لقاء الطفل في مستواه التنموي، وتحديهم لنقل ما يصل في تسلسل المراحل المبينة في نموذج DIR.
- فلوفوكسامين - (اسم العلامة التجارية Luvox) هو مضاد للاكتئاب التي تعمل مثل مثبطات امتصاص السيروتونين الانتقائية (SSRI).
- النظام الخالي من الجلوتين والكازيين – أو الالبان خالية الغلوتين والنظام الغذائي (GFDFالغذائي) يزيل المدخول الغذائي من التي تحدث بشكل طبيعي بروتين الغلوتين (الموجود في معظم الأحيان في القمح، الشعير، الجاودار، والشوفان المتاح تجاريا) والكازيين (وجدت في معظم الأحيان في الحليب ومنتجات الالبان).
- هالوبيريدول - المضادات الذهان الشاذة.
- معالجة بالاكسجين عالي الضغط –
- آلة العناق - صندوق عناق، آلة ضغط، أو صندوق ضغط، هو جهاز ضغط عميق صمم ليهدئ الأشخاص شديدين الحساسية، عادة الأشخاص المصابين باضطرابات طيف التوحد.
- تقنية لوفاس (Lovaas)–
- علاج الاستجابة المحورية (PRT) – يشار اليه أيضا بعلاج الاستجابة المحورية أو التدريب على الاستجابة المحورية، هو علاج تدخل سلوكي للتوحد.
- مشروع اللعب (P.L.A.Y) –
- تدخل تنمية العلاقة (RDI) - علامة تجارية مملوكة برنامج علاج لإضطرابات طيف التوحد (ASD)، على أساس المعتقد أن تطوير ديناميكية الذكاء هو مفتاح تحسين نوعية الحياة للأشخاص الذين يعانون من التوحد.
- ريسبيريدون - (رسبيريدال، والأدوية) هو الجيل الثاني أو مضادات الذهان الشاذة.
- سيكريتين – وهو الهرمون الذي يتحكم في الافرازات إلى الاثنا عشر، وأيضا الذي بشكل منفصل يعمل على توازن المياه في جميع الجسد.
- سون رايز (Son-Rise) –
- علاج النطق –
- العلاج والتعليم التوحد والاتصالات ذات الصلة الاطقال المعاقين (TEACCH)–
- فيتامين B12 – ويسمى أيضا كوبالامين، هو فيتامين قابل للذوبان في الماء مع دورا رئيسيا في الأداء الطبيعي للدماغ والجهاز العصبي، وتشكيل الدم.

## الحالات التي يمكن أن توجد
الظروف المصاحبة لاضطرابات طيف التوحد هذه هي الظروف التي قد يعاني منها الناس في طيف التوحد أكثر من المعتاد في كثير من الأحيان.
- نقص الانسجام النفسي - مصطلح صاغه المعالج النفساني بيتر سيفنيوس في 1973 لوصف حاله من نقص في فهم، معالجه، أو وصف العواطف.
- اضطراب نقص الانتباه وفرط النشاط(ADHD)
- التهاب الأمعاء والقولون التوحد - وقد دحضت دراسات أخرى صراحة وجودها.
- الاكتئاب-
- مرض اعتلال الجوف - هو اضطراب المناعة الذاتية من الأمعاء الصغيرة التي تحدث للناس لأسباب وراثية من جميع الاعمار من الطفولة المتوسطة فصاعدا.
- اضطراب التواصل –اضطراب في الكلام واضطراب اللغة الذي يشير إلى مشاكل في الاتصالات والمجالات ذات الصلة مثل وظيفة المحرك عن طريق الفم.
- مرض كرون (Crohn's disease) - الذي يسبب مرضا مماثلا، ومرض جوني، في الماشية.
- الصمم – أو ضعف السمع، هو العجز الجزئي أو الكلي للاستماع حيث تكون القدرة على السمع عاده متوقعة.
- اضطراب التنسيق التنموي.
- خلل الحساب – إعاقه تعلم محدده تنطوي علي صعوبة فطريه في التعلم أو فهم الحساب.
- خلل الكتابة – نقص في القدرة علي الكتابة في المقام الأول من حيث خط اليد، ولكن أيضا من حيث الاتساق.
- عسر القراءة – مصطلح واسع جدا يعرف اعاقة التعلم التي تضعف طلاقة الشخص أو دقه الفهم في القراءة، والتي يمكن ان تظهر كصعوبة مع الوعي الصوتي، فك الصوتيات، الترميز الهجائي، ذاكرة السمع علي المدى القصير، أو التسمية السريعة.
- ترديد أصوات الآخرين– التكرار التلقائي للألفاظ التي ادلي بها شخص آخر.
- رهاب الجنس – مصطلح تمت صياغته من قبل عدد من الباحثين في أواخر 1970s وأوائل 1980s لوصف قطب واحد علي سلسله متصلة من المواقف والمعتقدات حول الحياة الجنسية.
- Hyperlexia – القدرة المبكرة علي قراءه الكلمات دون تدريب مسبق في تعلم القراءة عاده قبل سن 5.
- مرض التهاب الأمعاء (IBD) – مجموعه من الحالات التهابيه في القولون والأمعاء الصغيرة.
- التخلف العقلي (MR) – اضطراب معمم الظهور قبل سن الرشد، تتميز بضعف كبير في الأداء المعرفي والعجز في اثنين أو أكثر من السلوكيات التكيفيه
- اضطراب تنموي متعدد التعقيدات -
- اضطراب النمو متعدد الانظمه -
- اضطراب التعلم غير اللفظي-أو لعجز تعلم غير اللفظي (NLD or NVLD) هو شرط يتميز بتناقض كبير بين ارتفاع اللفظية والمحركات السفلي
- اضطراب الوسواس القهري.
- التفكير في الصور.
- الإعاقة اللغوية.
- بيرولوريا (Pyroluria)
- اضطراب المعالجة الحسية – اضطراب يتميز بعجز في التكامل الحسي.
- الدفاع الحسي – وهو شرط يعرف بأنه لديه «ميل للرد سلبا أو مع التنبيه إلى المدخلات الحسية التي تعتبر عموما غير مؤذيه أو غير مزعجه» للأشخاص العصبيين.
- الحسية الزائدة- المتعلقة بالحمل المعرفي بشكل عام، هي حالة فيها واحد أو أكثر من الحواس توترت ويصبح من الصعب التركيز علي المهمة في متناول اليد.
- الاغتراب الاجتماعي – القطيعة، الانقسام، أو إبعاد الناس عن بعضهم البعض، أو الابتعاد عن الناس من ما هو مهم أو ذو مغزى لهم، أو لشخص من إحساسهم الذاتي.

## روابط اضافية
- ملخص التوحد على مشروع الدليل المفتوح